# Česká Skalice
Česká Skalice (německy Böhmisch Skalitz) je město ve východních Čechách, na území okresu Náchod, v Královéhradeckém kraji. Nachází se v nadmořské výšce 284 metrů v Úpsko-metujské tabuli mezi městy Náchod, Červený Kostelec, Nové Město nad Metují a Jaroměř. Městem protéká řeka Úpa, která pramení v Krkonoších. Na katastru města leží částečně přehradní nádrž Rozkoš, často nazývaná Východočeským mořem. Dne 6. ledna 1424 zde v bitvě u Skalice Jan Žižka porazil skupinu východočeských pánů.
Žije zde přibližně 5 000 obyvatel. Celková rozloha města včetně místních částí Malá Skalice, Zájezd, Spyta, Zlíč a Ratibořice činí 1735 ha.
Novodobá historie města je spjata s textilní výrobou, rozvojem cestovního ruchu, zejména do blízkého Babiččina údolí a Ratibořic, a rozvojem soukromého podnikání po roce 1989. V Malé Skalici za řekou je Muzeum Boženy Němcové.

## Historie
První písemné zmínky o městě pochází z roku 1238–1241, kdy Skalici vlastnil Petr ze Skalice.
V roce 1393 Jetřich z Janovic Skalici připojil k náchodskému panství. Dalším majitelem Skalického zboží byl Hynek Hlaváč z Dubé (rod z Dubé spřízněn s rodem Třmene), v letech 1366–1380 Vaněk z Boskovic, o dědictví se podělili bratři Tas a Oldřich z Boskovic s manželkou Markétou ze Šternberka, Jetřich z Janovic je připojil k Náchodskému panství. V první polovině 15. stol. se majitelé střídali: Jindřich z Lažan, 1415 Boček z Kunštátu, 1425 Viktorín z Poděbrad, 1427 Jan Holec z Nemošic, 1432 Jan Baštín z Prostého, 1437 Jan Kolda ze Žampachu st., 1447 Jan Kolda ze Žampachu aj.
Během husitských válek se 6. ledna 1424 poblíž obce odehrála bitva u Skalice, střet mezi spojenými oddíly východočeského husitského svazu pod velením slepého hejtmana Jana Žižky z Trocnova a vojskem východočeské katolické šlechty vedené Půtou z Častolovic a Janem Městeckým z Opočna.
Městečko v roce 1450 vypálila krajská hotovost, která táhla proti Janu Koldovi ze Žampachu.

## Přírodní poměry
Město stojí v Orlické tabuli. Do severovýchodní části katastrálního území Česká Skalice zasahuje přírodní rezervace Dubno – Česká Skalice. Údolí Úpy na severním okraji města je součástí národní přírodní památky Babiččino údolí.

## Doprava
Česká Skalice se nachází na silnici I/33 spojující Jaroměř a Náchod. Po šesti letech výstavby byl 20. listopadu 2009 otevřen obchvat města vedoucí po jeho jižním okraji a po břehu přehradní nádrže Rozkoš.
Na břehu nádrže, východně od středu města je také železniční stanice na železniční trati Jaroměř–Trutnov. Zastavují zde všechny vlaky včetně rychlíků linky R10 Praha–Trutnov.

## Části města
- Česká Skalice
- Malá Skalice
- Ratibořice
- Spyta
- Zájezd
- Zlíč

Od 1. ledna 1961 do 31. prosince 1992 k městu patřil i Říkov.

## Pamětihodnosti
- Kostel Nanebevzetí Panny Marie v Malé Skalici. Barokní jednolodní stavba z roku 1725 s věží na severní straně stojí na místě staršího kostela ze 14. století. V kostele je cenné barokní zařízení a cínová křtitelnice z roku 1490, před kostelem socha sv. Jana Nepomuckého z roku 1744 z dílny I. F. Platzera a dvě další sochy z dílny M. B. Brauna.
- Stará fara, jednopatrová budova z roku 1732 s dvouramenným schodištěm.
- Bývalý Steidlerův hostinec a kovárna stojí na troskách středověké tvrze, později přestavěné na klášter. Dnes je zde Muzeum Boženy Němcové. V letech 1980–2016 zde také sídlilo Muzeum textilu.
- Stará radnice na Husově náměstí z roku 1586, po požáru přestavěna roku 1864 v novogotickém slohu.
- Mariánský sloup na náměstí se sochami tří světců, kolem 1700
- Pomník Boženy Němcové na náměstí od Mořice Černila z roku 1888[9].
- Barunčina škola, roubená stavba se šindelovou mansardovou střechou, kam v letech 1824–1833 chodila B. Panklová do školy, v ulici B. Němcové SZ od náměstí. U stolku Boženy Němcové podepsal pamětní knihu prezident Československé republiky Tomáš Garrigue Masaryk při své návštěvě města v neděli 11. července 1926.
- Vojenský hřbitov z roku 1866 u silnice do Zlíče.
- Vila Čerych, kterou dal roku 1929 podle plánů architekta O. Novotného postavit továrník Josef Bartoň pro svého zetě. Jeho dědicové vilu odkázali Nadaci pro rozvoj občanské společnosti, která zde pořádá kurzy a konference. V zahradě se roku 2010 natáčel film V. Havla „Odcházení“.

## Osobnosti
- Božena Němcová – největší česká spisovatelka, v České Skalici vychodila školu a roku 1837 měla ve zdejším kostele svatbu
- Josef Arnošt Kolisko – učitel, zakladatel první knihovny na Náchodsku (přes něho věnovala B. Němcová knihy místní knihovně), byl dopisovatelem Havlíčkových novin a zástupcem Náchodska na Slovanském sjezdu
- Augustin Kordina – oblíbený lékař, 27 let starosta České Skalice, 41 let okresní starosta, poslanec Sněmu Království českého, nositel rytířského řádu císaře Františka Josefa I. a zlatého knížecího řádu Schaumburg-Lippe.
- Josef František Smetana – národní buditel, přírodovědec, student V. K. Klicpery a celoživotní přítel Josefa Jungmanna, bratranec Bedřicha Smetany
- František Hurdálek – farář a zakladatel obrozeneckých „Jiřinkových slavností“
- Václav Řezníček – český spisovatel, novinář a ředitel knihovny Národního muzea.
- Antonín Blahník – narodil se v České Skalici, zemřel v Paříži. Společník elektrotechnického závodu Francoise - Blahník v Paříži, vynálezce elektrické obloukové lampy.
- Jindřich Vlček – český malíř, autor československých známek, československý legionář
- Jaroslav Falta – učitel na Měšťanské škole v České Skalici, spolupracoval s odbojovou skupinou S21B, byl zatčen a v roce 1942 zahynul v koncentračním táboře Mauthausen.
- Stanislav Pitaš – signatář Charty 77, disident, přítel Václava Havla
- Petr Fejfar – polistopadový starosta města a senátor za Náchodsko
- Karel Novák – divadelní a filmový herec
- Jana Yngland Hrušková – česká zpěvačka a herečka, redaktorka a aktivistka proti migraci

## Partnerská města
- Rüschlikon, Švýcarsko
- Bardo, Polsko
- Polanica-Zdrój, Polsko
- Warrington, Spojené království
- Liptovský Hrádok, Slovensko

## Galerie

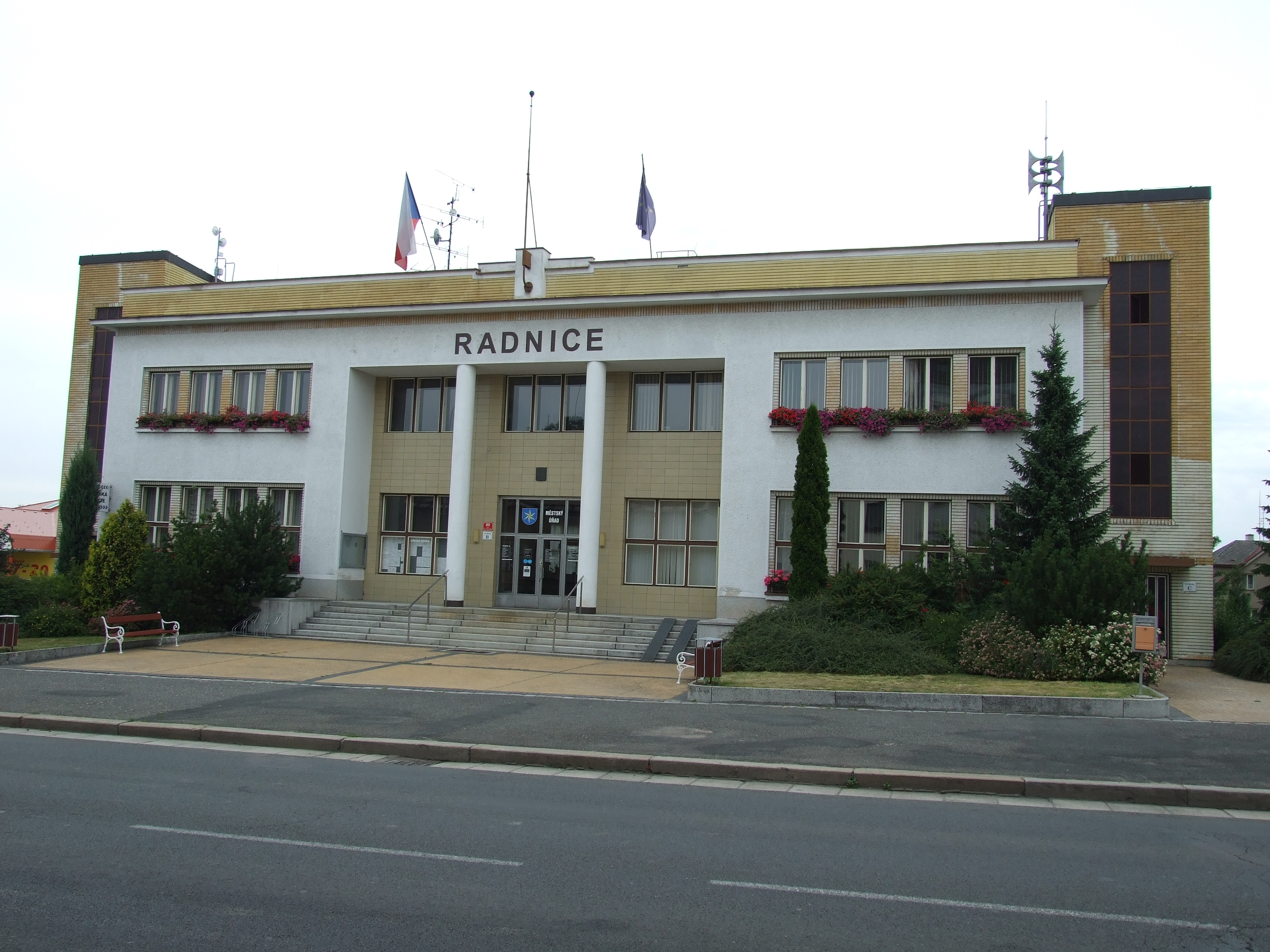
Radnice (původně městská spořitelna)
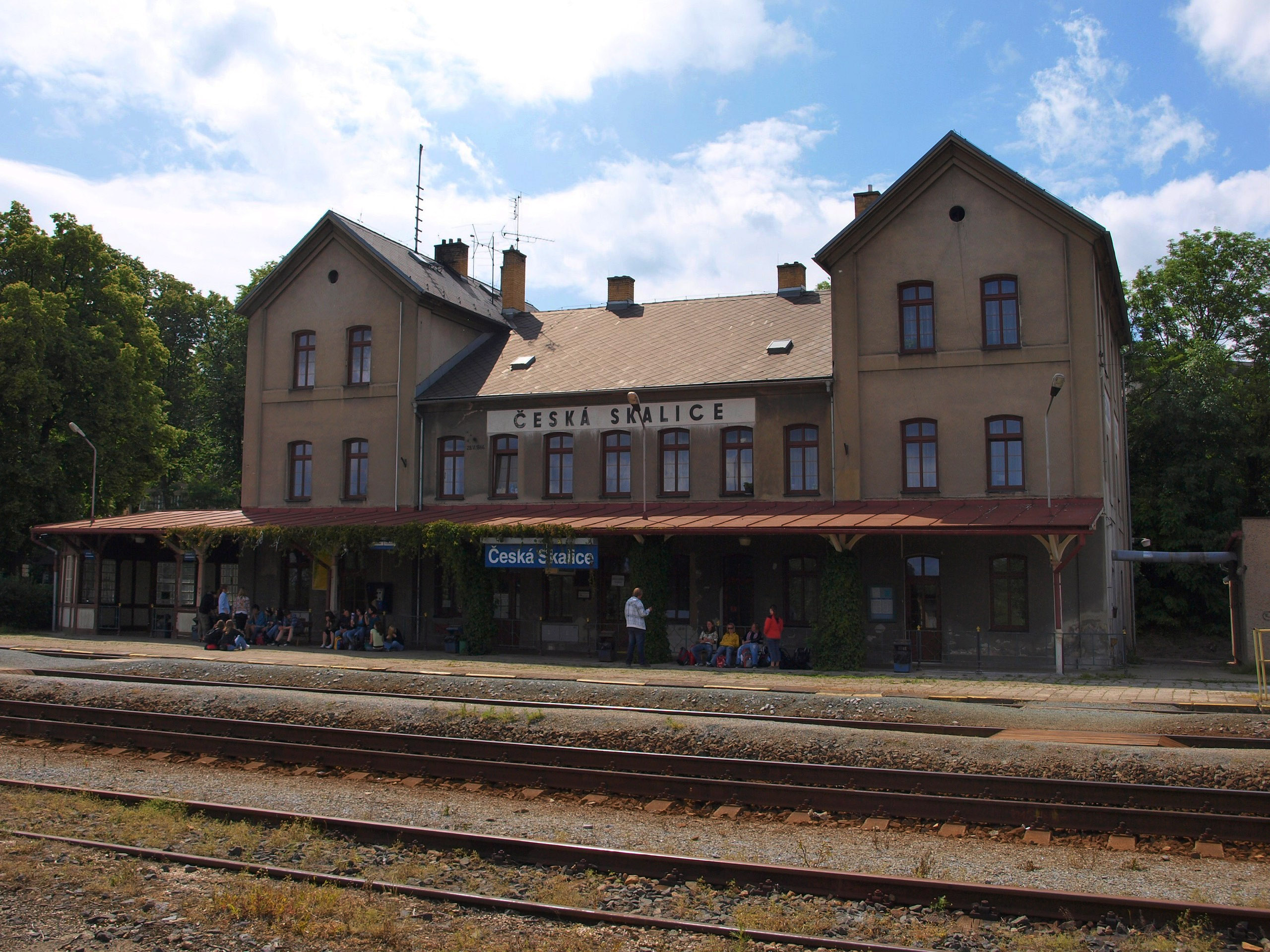
Nádraží (před rekonstrukcí)
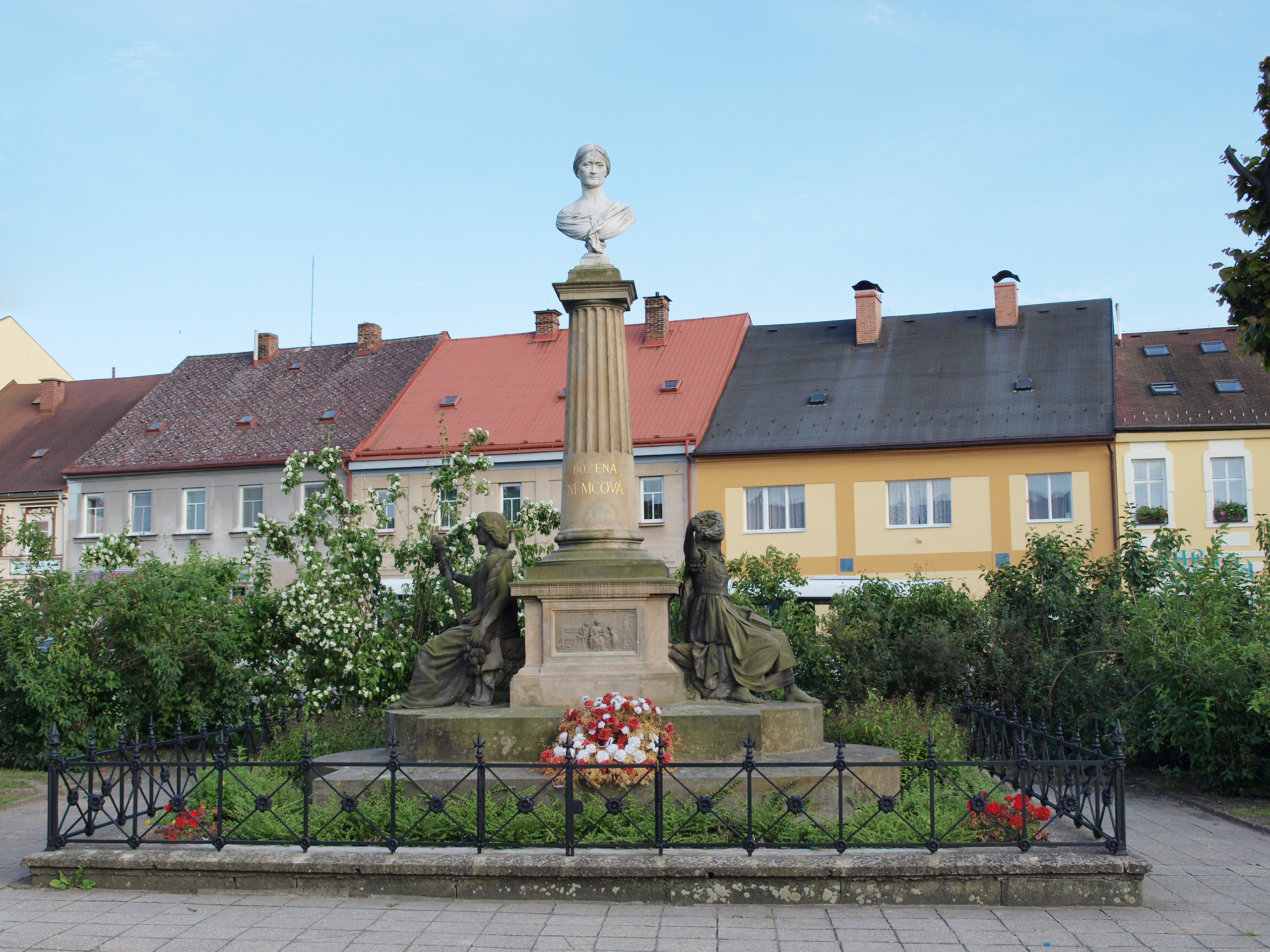
Památník Boženy Němcové na náměstí
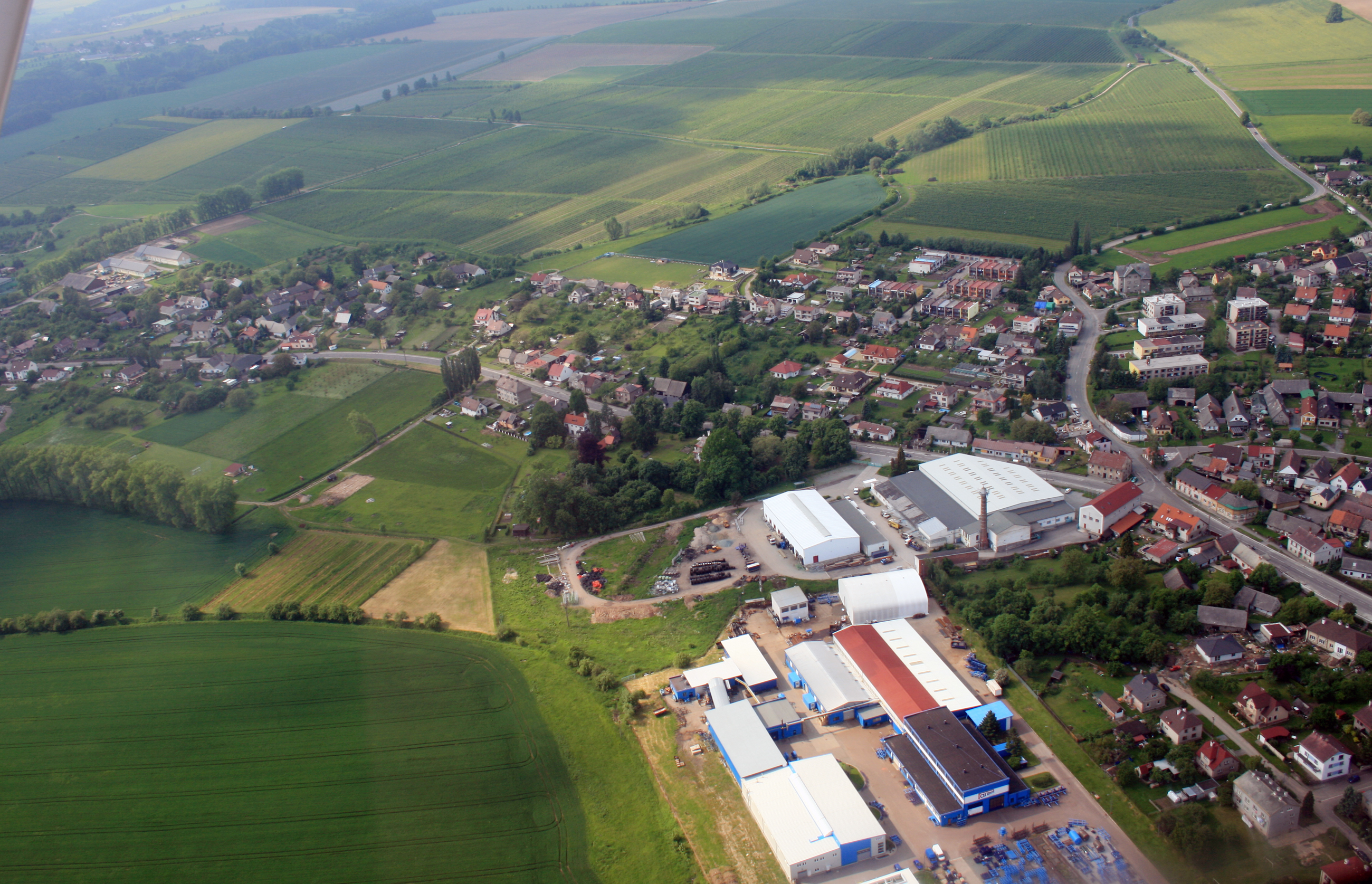
Letecký pohled na západní část města
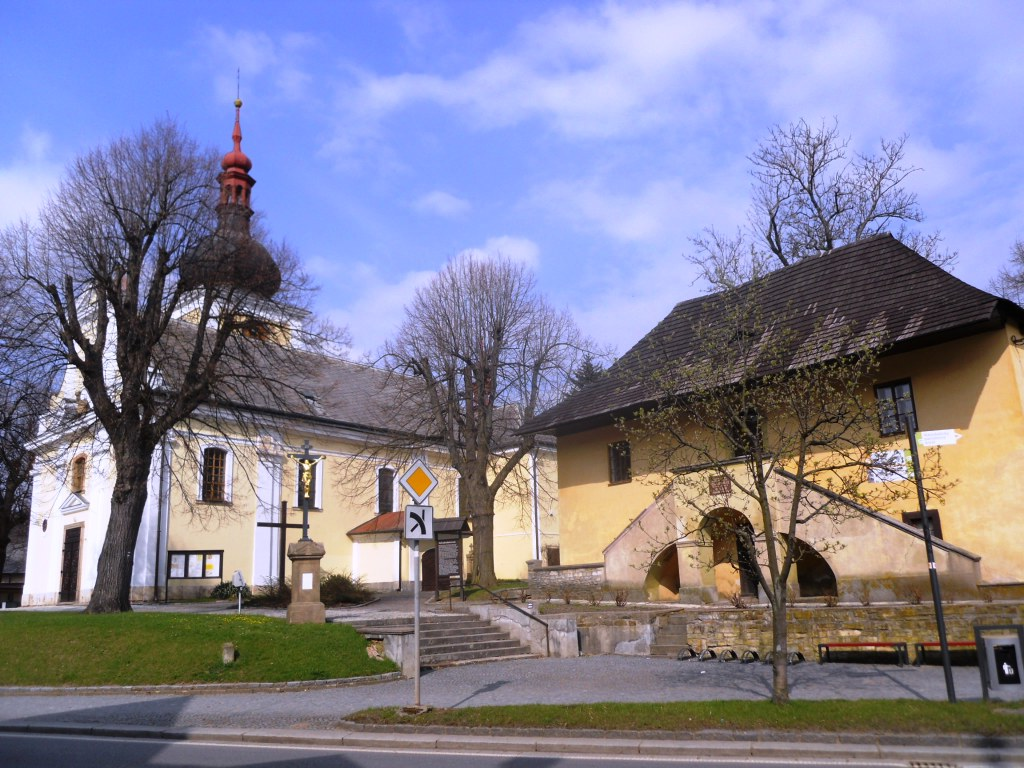
Kostel Nanebevzetí Panny Marie a Stará fara (1732)
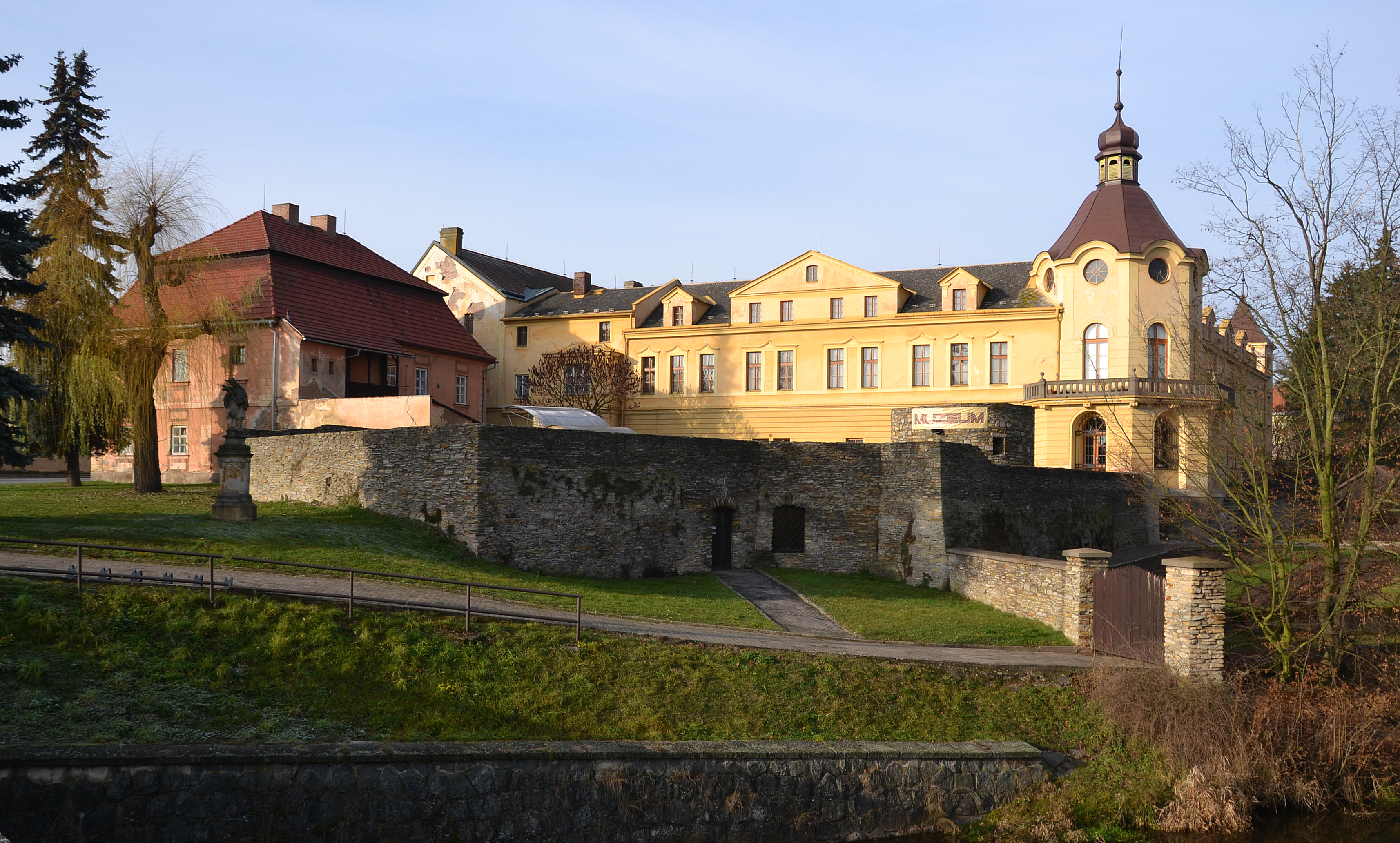
Zbytky tvrze a Steidlerův hostinec, dnes muzea
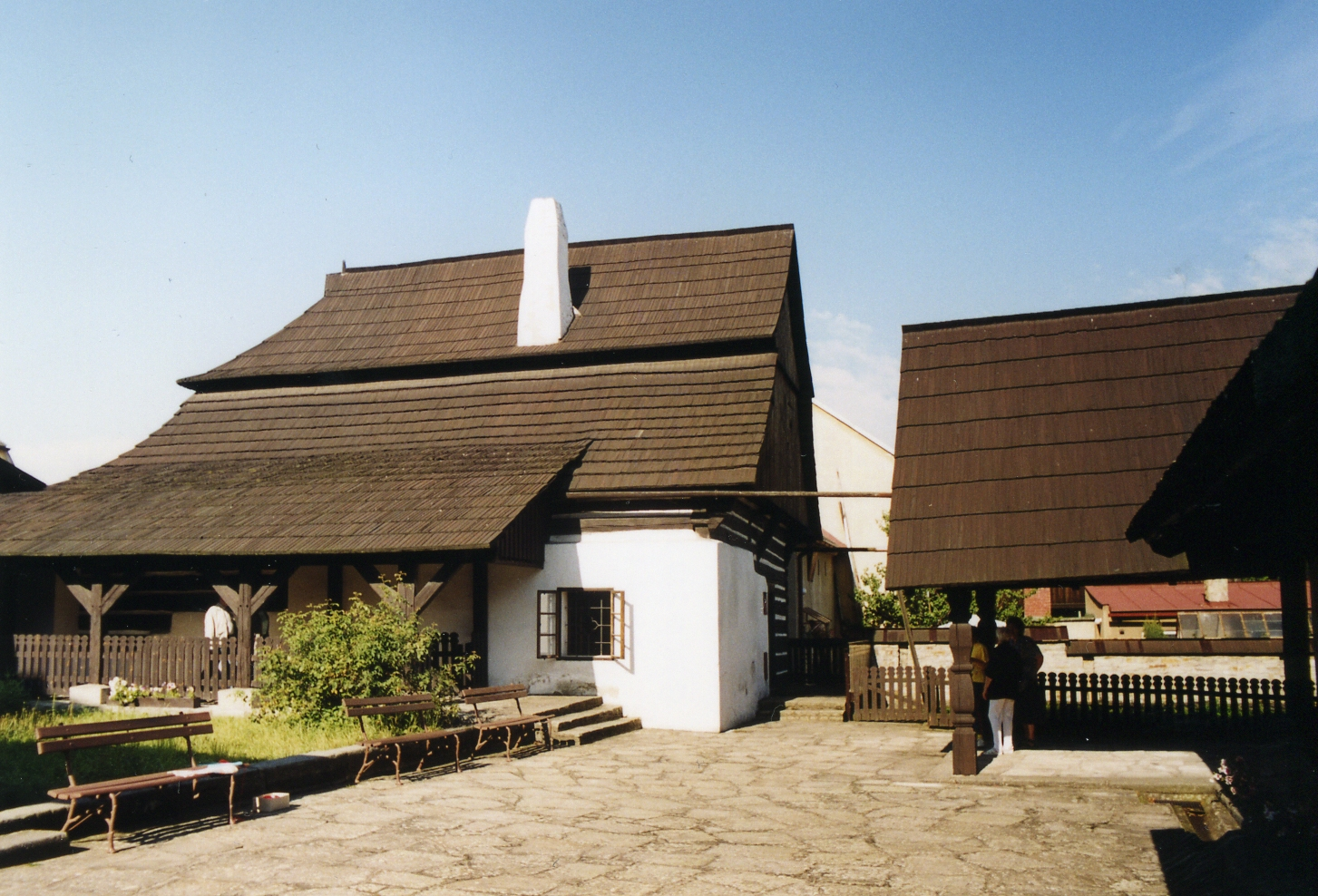
Barunčina škola
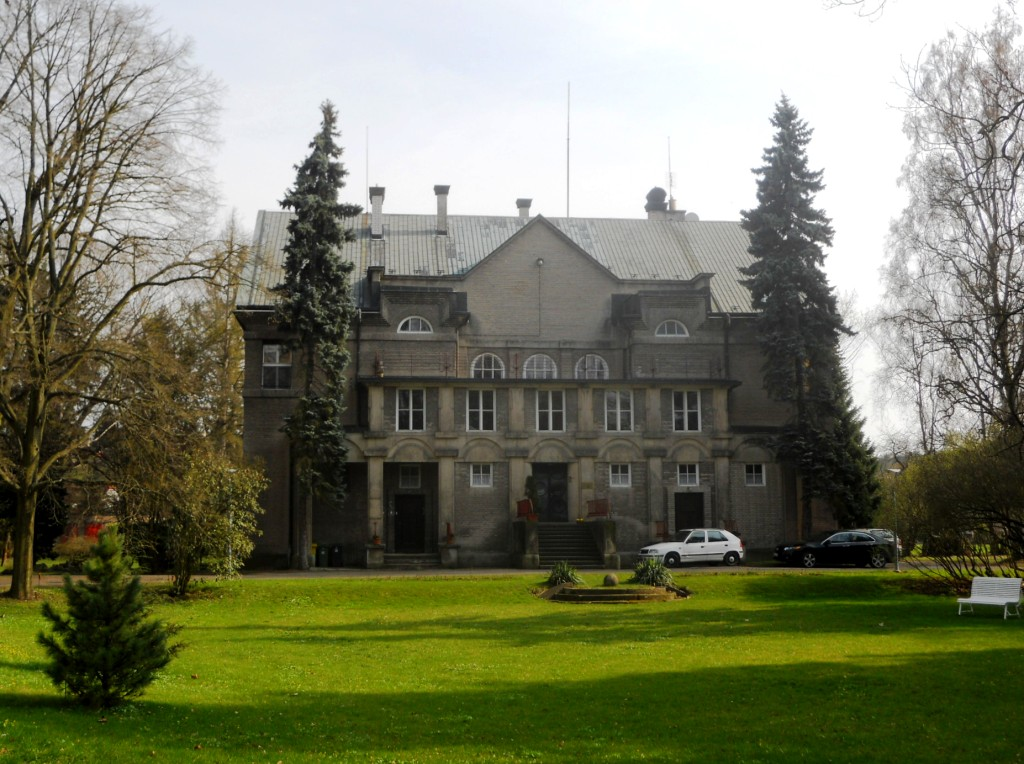
Vila Čerych od východu